# Nagykinizs
Nagykinizs es un pueblo ubicado en el distrito de Szikszó, en el condado de Borsod-Abaúj-Zemplén, Hungría.

## Superficie
Posee una superficie de 6,580 kilómetros cuadrados.

## Demografía
Hasta 2019 la población era de 306 habitantes, con una densidad de población de 46,50 habitantes por kilómetro cuadrado.